# 云南沉香
云南沉香（学名：Aquilaria yunnanensis）为瑞香科沉香属下的一个种。该物种是中国云南省特有的一种小型常绿树木。由于适宜栖息地的持续减少，其被国际自然保护联盟列为易危。
种加词 yunnanensis 意为“云南的”。